# Spindasis panasa
Spindasis panasa är en fjärilsart som beskrevs av Hans Fruhstorfer 1912. Spindasis panasa ingår i släktet Spindasis och familjen juvelvingar. Inga underarter finns listade i Catalogue of Life.